# Erwin Wurm
Erwin Wurm (Bruck an der Mur, Estiria, 1954) es un escultor y fotógrafo austríaco que vive y trabaja en Viena. Formado en la Academia de Artes Aplicadas de Viena y en la Academia de Bellas Artes de Viena entre los años 1979 y 1982.
Desde finales de 1980, ha desarrollado una serie continua de " One Minute Sculptures ", en la que se plantea a sí mismo o a sus modelos en las relaciones inesperadas con los objetos cotidianos a la mano, lo que llevó al espectador a cuestionar la definición misma de la escultura. Se trata de utilizar el "camino más corto" en la creación de una escultura más clara, rápida, y a veces humorística. Como las esculturas son fugaces y pretende ser espontánea y temporal, las imágenes sólo serán capturados en fotos o en película.
En "El artista que se tragó el Mundo" ( Hatje Cantz ) Wurm es citado diciendo: "Estoy interesado en la vida cotidiana de todos los materiales que rodeaban. Me podría ser útil, así como los objetos, los temas involucrados en la sociedad contemporánea. Mi trabajo habla de toda la entidad de un ser humano: lo físico, lo espiritual, lo psicológico y lo político".
Erwin Wurm es conocido por manejar un enfoque que va de lo humorístico al formalismo. Sobre el uso del humor en su obra, Wurm dice en una entrevista: "Si te acercas a las cosas con un sentido del humor, la gente inmediatamente va a asumir que no lo estás a tomando en serio. Pero creo que las verdades acerca de la sociedad y de la existencia humana pueden ser abordadas de diferentes maneras. Usted no siempre tiene que ser serio. El sarcasmo y el humor puede ayudar a ver las cosas de una manera más ligera ". Aunque las imágenes son ligeramente humorísticas, también difieren bastante de la verdadera imagen que puede ser inquietante. La obra de Wurm retrata imágenes manipuladas de cosas en la vida cotidiana, con las cuales interactuamos de forma familiar, pero Wurm nos las presenta distorsionadas. Obras como vehículos y espacio, donde un camión se curva hacia arriba en contra de la construcción. Otro ejemplo sería la obra Reduzca House , donde observamos algo conocido por todos, pero al apreciarla nos encontramos con una distorsión manipulada desde la ampliación y curvatura, de un adelgazamiento hacia abajo. Cita: "A menudo se utiliza el humor para seducir a la gente", admite Wurm. "Para conseguir que se muevan más cerca, pero nunca es muy agradable cuando se miran de cerca".
Wurm se menciona en el video musical "Can't Stop" de los Red Hot Chili Peppers, en el que una señal indica que su arte es una inspiración para el video. En una reciente entrevista de iTunes, Flea menciona que la imagen de Wurm de un hombre con un lápiz en la nariz, fue una influencia significativa en el vídeo (Flea mismo aparece en el video, en un momento dado, con marcadores en sus fosas nasales, los lápices en su orejas y las tapas de bote de pintura sobre los ojos). Las fotografías de "One Minute Sculptures" fueron hechas impulsivamente y son bastante extrañas.
Más recientemente, Erwin Wurm ha trabajado en una serie de esculturas titulada Fat Car, que representan "obesas esculturas de tamaño natural que sobresalen como sacos llenados en exceso". El primero de la serie de coches grasa fue desarrollado con los diseñadores de Opel pero no tuvieron éxito en lograr el tipo de forma que Wurm tenía en mente. Con el fin de crear la calidad de la grasa, el artista usa espuma de poliuretano y espuma de poliestireno cubierta con laca.
Las obras de Wurm forman parte de colecciones de prestigio en todo el mundo, incluyendo el Solomon R. Guggenheim Museum, la Peggy Guggenheim Collection, The Walker Art Center, el Museo Ludwig, el Museo de Arte de St. Gallen, el Musée d'Art Contemporain de Lyon, y el Centro Pompidou. [ 1 ]